# Чёчёлюгюн
Чёчёлюгю́н (также Ыгыре) — река в России, протекающая по Момскому району Якутии, правый приток реки Ожогина. Длина реки — 208 км, площадь водосборного бассейна — 2720 км². Исток находится в юго-восточной части Момского хребта, на высоте более 894 м над уровнем моря. В верховьях течёт в основном на север в долине между Момским хребтом и горной грядой Таскан. Вытекая на Колымскую низменность река поворачивает на северо-восток, где она протекает в лесотундровой зоне. Русло сильно меандрирует, встречаются осерёдки, перекаты, бары и наледи. В нижнем течении в бассейне реки много озёр. Впадает в реку Ожогина справа на отметке ниже 65 м над уровнем моря в 349 км от её впадения в Колыму. Ширина в нижнем течении — 60 м при глубине 0,8 м; скорость течения в низовьях составляет 0,8 м/с. Населённых пунктов на реке нет. Наиболее крупный приток — река  Дяхтар-Унухтах длиной 72 км.

## Данные водного реестра
По данным государственного водного реестра России и геоинформационной системы водохозяйственного районирования территории РФ, подготовленной Федеральным агентством водных ресурсов:
- Бассейновый округ — Анадыро-Колымский
- Речной бассейн — Колыма
- Речной подбассейн — Колыма до впадения Омолона
- Водохозяйственный участок — Колыма от водомерного поста ГМС Коркодон до водомерного поста города Среднеколымск
- Код водного объекта — 19010100412119000038993